# Rörhån, Härjedalen
Rörhån är en sjö i Härjedalens kommun i Härjedalen och ingår i Ljusnans huvudavrinningsområde. Sjön har en area på 0,527 kvadratkilometer och ligger 543,3 meter över havet. Sjön avvattnas av vattendraget Ljusnan.

## Delavrinningsområde
Rörhån ingår i det delavrinningsområde (692531-135210) som SMHI kallar för Utloppet av Rörhån. Medelhöjden är 584 meter över havet och ytan är 4,63 kvadratkilometer. Räknas de 185 avrinningsområdena uppströms in blir den ackumulerade arean 1 370,13 kvadratkilometer. Avrinningsområdets utflöde Ljusnan mynnar i havet. Avrinningsområdet består mestadels av skog (58 procent). Avrinningsområdet har 0,52 kvadratkilometer vattenytor vilket ger det en sjöprocent på 11,5 procent.